# Luanda
Luanda es la capital y principal ciudad de Angola. Está situada en la costa del océano Atlántico, y es el principal puerto y centro económico del país. También es capital de la provincia homónima.
Fue fundada el 25 de enero de 1576 por el noble y explorador portugués Paulo Dias de Novais, bajo el nombre de São Paulo da Assunção de Loanda (San Pablo de la Asunción de Loanda). Actualmente tiene una población aproximada de 5 millones de habitantes, lo que la convierte en la tercera ciudad lusófona más poblada del mundo, solo por detrás de São Paulo y Río de Janeiro, ambas en Brasil, y la 19.ª aglomeración más poblada del continente.
Las industrias presentes en la ciudad incluyen la transformación de productos agrícolas, la producción de bebidas, textiles, cemento y otros materiales de construcción, plásticos, metalurgia, cigarrillos y zapatos. El petróleo extraído en los alrededores se refina en la ciudad, aunque la refinería ha sido repetidamente dañada durante la guerra civil que asoló el país entre 1975 y 2002. Luanda tiene un excelente puerto natural, siendo las principales exportaciones el café, algodón, azúcar, diamantes, hierro y sal.
Los habitantes de Luanda son, en su mayor parte, miembros de los grupos étnicos ovimbundu y bakongo. Hay también una importante minoría de origen europeo, que consiste principalmente en portugueses, y una creciente comunidad china. El idioma oficial y el más hablado es el portugués, y también se hablan varios idiomas del grupo bantú, principalmente kimbundu.

## Toponimia
El topónimo Luanda deriva de las lenguas bantúes, más concretamente de lu-ndandu, donde el prefijo lu es una de las formas primitivas del plural y común en los nombres de zonas con litoral deltas de ríos o regiones con forma alargada (ejemplos: Luena, Lucala, Lobito) y, en este caso, se refiere a un banco de arena rodeado por el mar. Ndandu significa valor u objeto de comercio y alude a la explotación de pequeñas conchas recogidas en la isla de Luanda y que constituían la moneda corriente en el antiguo Reino del Congo y en gran parte de la costa occidental africana, conocida como zimbo o njimbo.
Como los pueblos mbundu pronunciaban los topónimos según su forma de hablar en las distintas regiones, eliminaban alguna letra cuando esto no afectaba al significado del vocablo por lo que de Lu-ndandu se pasó a Lu-andu. Posteriormente, en el período colonial portugués, el término pasó a ser femenino al referirse a una isla, dando como resultado Luanda.
Otra de las versiones para el origen del nombre se refiere a que el mismo deriva de "Axiluandas" (hombres del mar), nombre dado por los portugueses a los habitantes de la isla, porque cuando llegaron y les preguntaron que hacían estos respondieron "uwanda", un vocábulo que en kikongo, designaba trabajar con las redes de pesca.

## Historia

### Dominio portugués

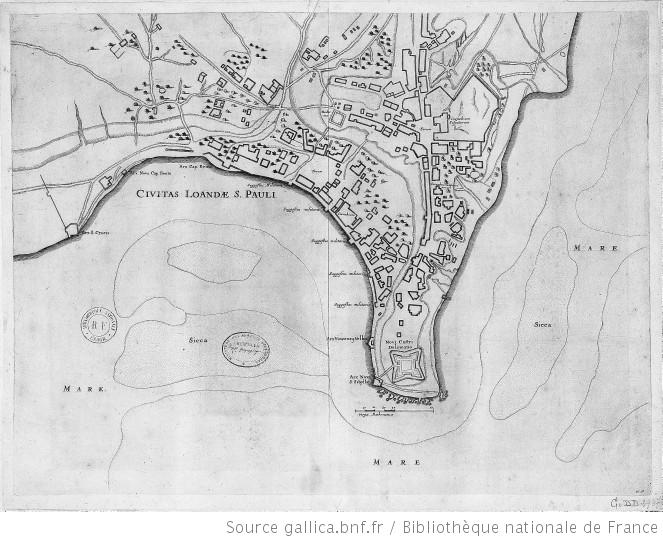
Mapa de Luanda de principios del.

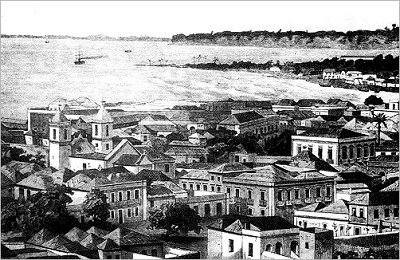
Vista de Luanda en 1883.

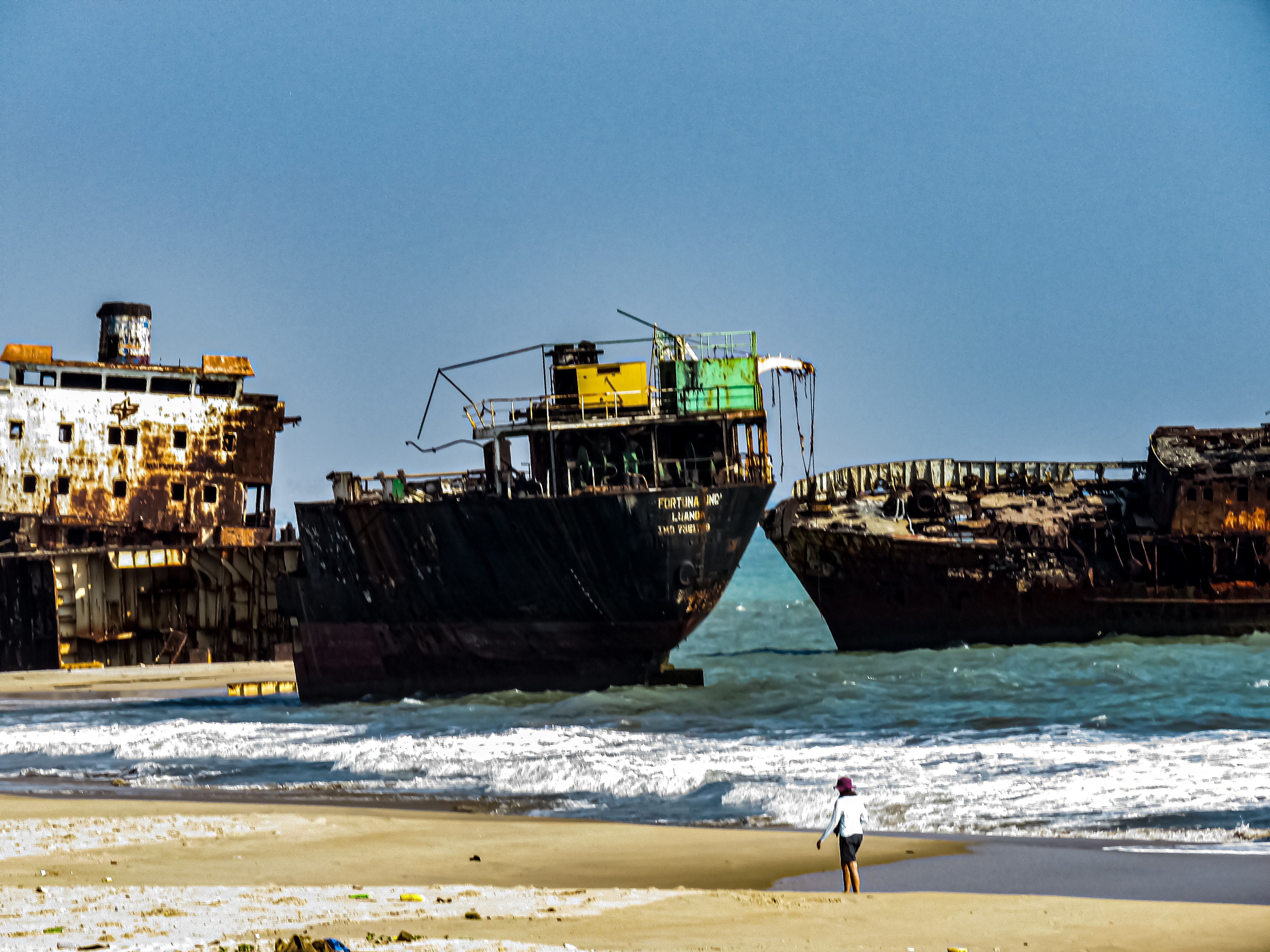
Barcos abandonados en 1975.

Luanda fue fundada por el explorador portugués Paulo Dias de Novais el 25 de enero de 1576, con el nombre de San Pablo de Luanda (São Paulo da Assumpção de Loanda en portugués) con un centenar de familias de colonos y cuatrociendos soldados. En 1618, los portugueses construyeron la Fortaleza de San Pedro de la Barra (São Pedro da Barra), y posteriormente se construyeron dos más, la de San Miguel (São Miguel) en 1634 y el Fuerte de San Francisco del Penedo (Forte de São Francisco do Penedo) en 1765-1766. De las tres fortalezas, la Fortaleza de San Miguel aún se conserva en buen estado, mientras que las otras dos se conservan en mal estado.
La ciudad ha sido el centro administrativo de Angola desde 1627, excepto entre 25 de agosto de 1641 y el 15 de agosto de 1648, cuando ésta fue ocupada, con el apoyo de Ana de Sousa, por los Países Bajos que la rebautizaron como Fort Aardenburgh. Entre c. 1550 y 1850 aproximadamente fue un importante centro del comercio de esclavos con Brasil. El comercio de esclavos se realizaba principalmente con Brasil, también bajo dominio portugués, y la mayor parte de los barcos presentes en el puerto de Luanda eran de esta nacionalidad. Este comercio era practicado también por comerciantes y guerreros locales que sacaban partido de esta práctica. Durante este periodo los portugueses no intentaron una conquista a gran escala del territorio; solo se establecieron algunos asentamientos en la zona interior cercana a Luanda, algunos a lo largo del río Cuanza.
En 1889 se sentaron las bases para un mayor crecimiento de la ciudad cuando el gobernador Brito Capelo inauguró un acueducto que proporcionaría el agua necesaria para la ciudad, que hasta entonces era un bien escaso. Después de esto la ciudad sufrió un gran crecimiento demográfico hasta 1975, e incluso en 1972 se le conoció como la París de África por el crecimiento que había experimentado. Actualmente el acueducto sigue en funcionamiento y lleva agua desde el norte a la ciudad de Luanda.
Antes de estallar la guerra de la Independencia de Angola en 1975, Luanda era una ciudad moderna con una población mayoritariamente de origen portugués y mixto, concretamente de la etnia bakonga.

### Independencia
Después de lograr la independencia de Portugal, y tras la retirada de las tropas coloniales, la población de carácter europeo abandonó la ciudad ante el aumento de la inseguridad ciudadana debido a los enfrentamientos de tipo étnico entre el Movimiento Popular para la Liberación de Angola (MPLA) (de ideología comunista y sin ninguna filiación tribal, apoyado por Cuba), el Frente Nacional para la Liberación de Angola (FNLA) con filiación Bakonga y apoyo de Zaire, Estados Unidos y China y la Unión Nacional para la Independencia Total de Angola (UNITA) (representante de los omyama del sur y apoyado por Sudáfrica).
Esta emigración forzosa, hizo decaer la infraestructura por falta de mano de obra calificada, así como de personas con estudios superiores, ambas necesarias para el funcionamiento de la ciudad y el mantenimiento de las mismas. Actualmente, compañías constructoras brasileñas y portuguesas (Odebrecht, Soares da Costa) rehabilitan la ciudad y sus infraestructuras a menudo con materiales de calidad dudosa. Se teme que muchos fondos estén siendo desviados por causa de la corrupción.[cita requerida]

### SigloXXI
Después de 2002, con el final de la guerra civil y las altas tasas de crecimiento económico impulsadas por la riqueza proporcionada por el aumento de la producción de petróleo y diamantes, comenzó una importante reconstrucción. Por otro lado, compañías chinas, brasileñas y portuguesas se han lanzado al desarrollo de la Nueva Luanda, cuyo bien máximo es el petrodólar, construyendo edificios de apartamentos y zonas privadas para la clase media-alta de origen mestizo y negro.
Luanda también se ha convertido en una de las ciudades más caras del mundo.
El gobierno central supuestamente asigna fondos a todas las regiones del país, pero la región de la capital recibe la mayor parte de estos fondos. Desde el final de la guerra civil de Angola, la estabilidad ha sido generalizada en el país y desde 2002 se ha llevado a cabo una reconstrucción importante en aquellas partes del país que resultaron dañadas durante la guerra civil.
Luanda ha sido motivo de gran preocupación porque su población se había multiplicado y había superado con creces la capacidad de la ciudad, especialmente porque gran parte de su infraestructura (agua, electricidad, carreteras, etc...) se había vuelto obsoleta y degradada.
Luanda ha estado experimentando una importante reconstrucción vial en el siglo XXI y se planean nuevas carreteras para mejorar las conexiones con Cacuaco, Viana, Samba y el nuevo aeropuerto.
También se están construyendo importantes viviendas sociales para albergar a quienes residen en barrios marginales, que dominan el paisaje de Luanda. Una gran empresa china recibió un contrato para construir la mayoría de las viviendas de reemplazo en Luanda. El ministro de salud angoleño afirmó recientemente que la pobreza en Angola será superada por un aumento en el empleo y la vivienda de todos los ciudadanos.

## Geografía

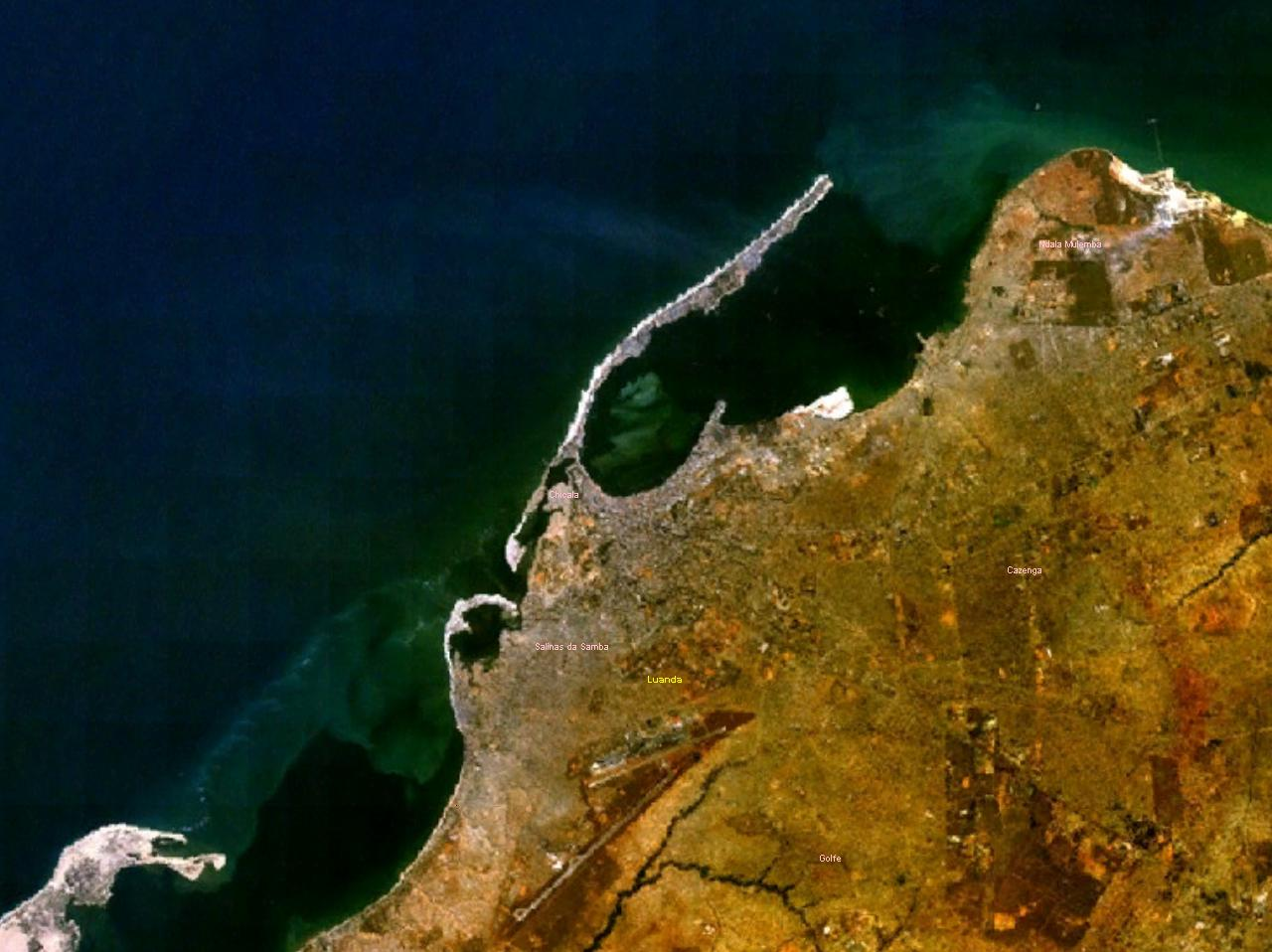
Foto satelital de la ciudad y su puerto.

La ciudad de Luanda coincide geográficamente con el municipio homónimo. La zona central de la ciudad está dividida en dos partes, Baixa de Luanda (la ciudad antigua) y Cidade Alta (también conocida como "nova cidade"). La zona de Baixa de Luanda es la que está situada próxima al puerto y que cuenta con callejuelas estrechas y edificios del período colonial. La línea de costa está formada por la Bahía de Luanda, formada a su vez con la protección del litoral continental a través de la Ilha de Luanda y de la Isla de Mussulo, al sur del núcleo urbano principal.
No existen grandes ríos que desemboquen en el litoral de la ciudad, pero varios cursos pequeños de agua forman un sistema de cuencas pluviales. Los ríos más próximos son el río Cuanza el mayor de Angola y que hace de límite natural por el sur entre las provincias de Luanda y Bengo y el río Bengo que hace de límite por el norte entre esas mismas provincias.

### Clima
Luanda tiene un clima semiárido cálido (BSh en la clasificación climática de Köppen) que bordea un clima árido cálido (BWh en la clasificación climática de Köppen). El clima es cálido y húmedo, pero sorprendentemente con escasa o nula precipitación, debido a la fría corriente de Benguela, que evita que la humedad se condense fácilmente en lluvia. La niebla frecuente evita que las temperaturas caigan por la noche, incluso durante los meses completamente secos de junio a octubre. Luanda tiene precipitaciones anuales de 323 milímetros, pero la variabilidad está entre las más altas del mundo, con una variación del coeficiente por encima del 40 por ciento. Los registros observados a partir del año 1858 oscilan entre 55 milímetros en 1958 a 851 milímetros en 1916. La corta temporada de lluvias en marzo y abril depende de una contracorriente septentrional que lleva humedad a la ciudad: se ha comprobado claramente que la debilidad en la corriente de Benguela puede aumentar las precipitaciones aproximadamente seis veces en comparación con los años cuando la corriente es muy fuerte.[cita requerida]
| Parámetros climáticos promedio de Luanda                    | Parámetros climáticos promedio de Luanda | Parámetros climáticos promedio de Luanda | Parámetros climáticos promedio de Luanda | Parámetros climáticos promedio de Luanda | Parámetros climáticos promedio de Luanda | Parámetros climáticos promedio de Luanda | Parámetros climáticos promedio de Luanda | Parámetros climáticos promedio de Luanda | Parámetros climáticos promedio de Luanda | Parámetros climáticos promedio de Luanda | Parámetros climáticos promedio de Luanda | Parámetros climáticos promedio de Luanda | Parámetros climáticos promedio de Luanda |
| Mes                                                         | Ene.                                     | Feb.                                     | Mar.                                     | Abr.                                     | May.                                     | Jun.                                     | Jul.                                     | Ago.                                     | Sep.                                     | Oct.                                     | Nov.                                     | Dic.                                     | Anual                                    |
| ----------------------------------------------------------- | ---------------------------------------- | ---------------------------------------- | ---------------------------------------- | ---------------------------------------- | ---------------------------------------- | ---------------------------------------- | ---------------------------------------- | ---------------------------------------- | ---------------------------------------- | ---------------------------------------- | ---------------------------------------- | ---------------------------------------- | ---------------------------------------- |
| Temp. máx. abs. (°C)                                        | 33.9                                     | 34.1                                     | 37.2                                     | 36.1                                     | 36.1                                     | 35.0                                     | 28.9                                     | 28.3                                     | 31.0                                     | 31.2                                     | 36.1                                     | 33.6                                     | 37.2                                     |
| Temp. máx. media (°C)                                       | 29.5                                     | 30.5                                     | 30.7                                     | 30.2                                     | 28.8                                     | 25.7                                     | 23.9                                     | 24.0                                     | 25.4                                     | 26.8                                     | 28.4                                     | 28.6                                     | 27.7                                     |
| Temp. media (°C)                                            | 26.7                                     | 28.5                                     | 28.6                                     | 28.2                                     | 27.0                                     | 23.9                                     | 22.1                                     | 22.1                                     | 23.5                                     | 25.2                                     | 26.7                                     | 26.9                                     | 25.8                                     |
| Temp. mín. media (°C)                                       | 23.9                                     | 24.7                                     | 24.6                                     | 24.3                                     | 23.3                                     | 20.3                                     | 18.7                                     | 18.8                                     | 20.2                                     | 22.0                                     | 23.3                                     | 23.5                                     | 22.3                                     |
| Temp. mín. abs. (°C)                                        | 18.0                                     | 16.1                                     | 20.0                                     | 17.8                                     | 17.8                                     | 12.8                                     | 11.0                                     | 12.2                                     | 15.0                                     | 17.8                                     | 17.2                                     | 17.8                                     | 11.0                                     |
| Precipitación total (mm)                                    | 25.4                                     | 35.6                                     | 76.2                                     | 116.8                                    | 12.7                                     | 1.3                                      | 0.0                                      | 1.3                                      | 2.5                                      | 5.1                                      | 27.9                                     | 20.3                                     | 325.1                                    |
| Días de precipitaciones (≥ 0.1 mm)                          | 4                                        | 5                                        | 9                                        | 11                                       | 2                                        | 0                                        | 0                                        | 1                                        | 3                                        | 5                                        | 8                                        | 5                                        | 53                                       |
| Horas de sol                                                | 217                                      | 198                                      | 217                                      | 180                                      | 217                                      | 210                                      | 155                                      | 155                                      | 150                                      | 155                                      | 180                                      | 186                                      | 2220                                     |
| Humedad relativa (%)                                        | 77.5                                     | 75.5                                     | 77.0                                     | 79.5                                     | 79.5                                     | 78.5                                     | 79.5                                     | 81.0                                     | 80.0                                     | 79.0                                     | 78.0                                     | 77.0                                     | 78.5                                     |
| Fuente n.º 1: Sistema de Clasificación Bioclimática Mundial |                                          |                                          |                                          |                                          |                                          |                                          |                                          |                                          |                                          |                                          |                                          |                                          |                                          |
| Fuente n.º 2: BBC Weather                                   |                                          |                                          |                                          |                                          |                                          |                                          |                                          |                                          |                                          |                                          |                                          |                                          |                                          |

### Distritos
La actual ciudad de Luanda se divide en 6 distritos:
| - Ingombota - Maianga - Rangel | - Samba - Sambizanga - Angola Quiluanje |

## Demografía

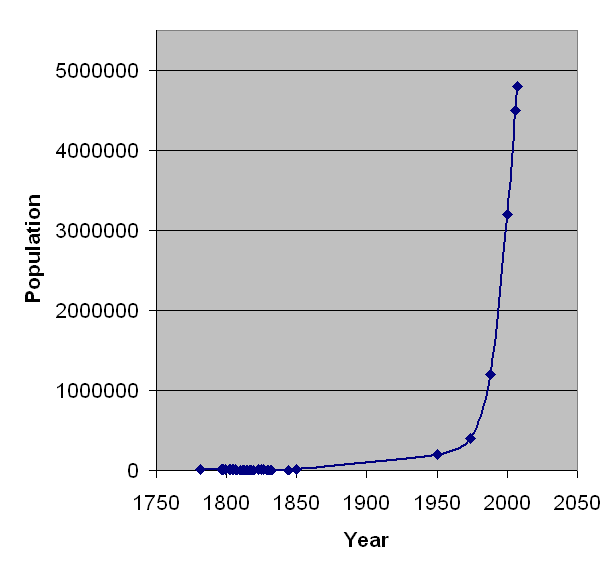
Crecimiento demográfico de la ciudad.

Estimaciones realizadas por el gobierno de Angola sitúan la población de la ciudad en 5 172 900 habitantes en el 2011, si bien las autoridades locales estiman que la población real se encuentra por encima de los 7 000 000. Por otro lado, de esos 7 millones, se estima que el 80% vive con 400 dólares al mes en una ciudad que ha sido calificada como una de las más caras del mundo; de hecho, en 2011, la ciudad fue calificada como la más cara del mundo por delante de Tokio, y la segunda en 2012, solo por detrás precisamente de la capital japonesa.
En la década de los 90 y 2000 la población de Luanda aumentó de manera vertiginosa, de unos 400 000 a más de cuatro millones de habitantes, como consecuencia de la guerra civil de Angola que produjo una migración interna en el país desde las zonas rurales del sur y el este a la capital. El resultado de este gran aumento poblacional descontrolado fueron una serie de problemas serios como la escasez de viviendas, de saneamento básico y de empleo, así como un aumento en el índice de criminalidad y gran congestión en el tráfico de la ciudad.
La composición étnica de los habitantes de Luanda está formada por una mayoría bantú, la etnia original de la región son los Mbundu del norte o ambundu, que hablan el Kimbundu, en particular los del grupo (Axi)Luanda (Lwanda) de cuyo nombre deriva el de la ciudad. A este grupo étnico se unieron durante el período colonial del siglo XX grupos bastante numerosos de ovimbundus y de bakongos, especialmente en las últimas décadas coloniales y durante la guerra colonial portuguesa, esta inmigración se reforzó recientemente debido a la guerra civil angolana. Luanda alberga también minorías oriundas de todos los grandes grupos étnicos del país, desde los chôkwe a los ovambo. Debido a toda esta variedad de grupos étnicos y al crecimiento descontrolado de la población se ha ido formando en la ciudad una sociedad de clases con numerosas desigualdades sociales.
| 16.000 | 20.000 | 20.000 | 17.900 | 61.208 | 159.000 | 224.540 | 600.000 | 898.000 | 1.136.000 | 2.000.000 | 2.080.000 | 2.571.600 | 5.172.900 |

Los habitantes de Luanda son principalmente miembros de grupos étnicos africanos, principalmente Ambundu, Ovimbundu y Bakongo. El idioma oficial y el más utilizado es el portugués, aunque también se utilizan varios idiomas bantúes, principalmente Kimbundu, Umbundu y Kikongo. Hay una considerable población minoritaria de origen europeo, especialmente portuguesa (alrededor de 260 000), así como brasileños y otros latinoamericanos. En las últimas décadas, se ha formado una importante comunidad china (200 000), al igual que una comunidad vietnamita mucho más pequeña. También hay una gran cantidad de inmigrantes de otros países africanos, incluida una pequeña comunidad sudafricana expatriada. Un pequeño número de personas de Luanda son de raza mixta: europeo / portugués y nativo africano. En los últimos años, principalmente desde mediados de la década de 2000, la inmigración desde Portugal ha aumentado debido a la recesión de Portugal y la mala situación económica.

## Economía

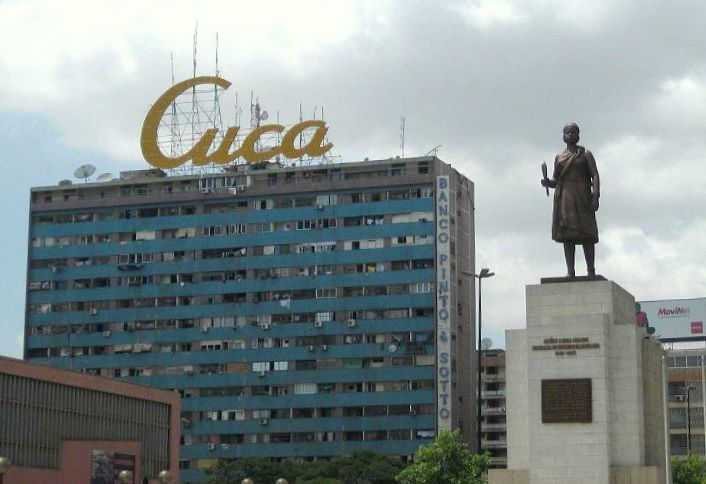
Edificio Cuca.

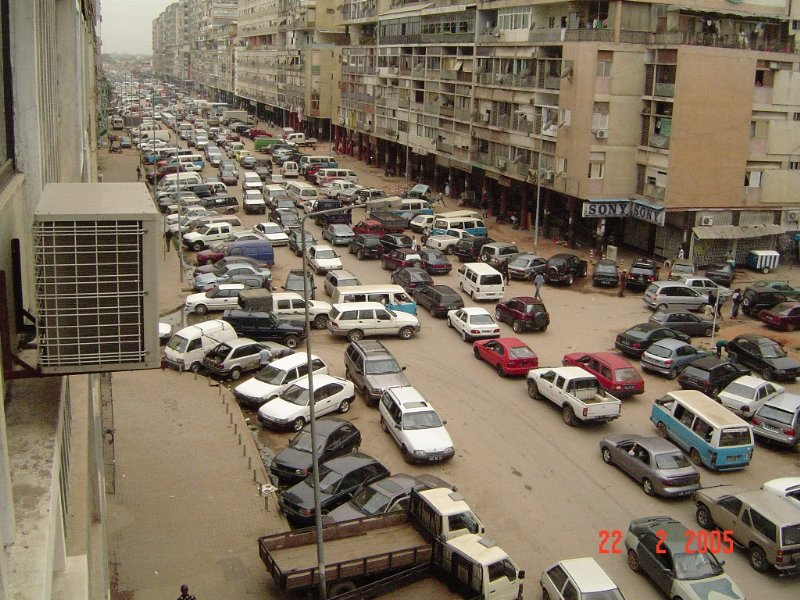
Vista de la Avenida dos Combatentes en la que se observa el denso tráfico que soporta la ciudad.

Luanda es el principal centro financiero, comercial y económico de Angola. Lo que mejor ilustra esta posición de la ciudad es la presencia de las sedes de las principales empresas del país como Angola Telecom, Unitel, Endiama, Sonangol, TAAG Angola Airlines y Odebrecht Angola, entre otras. Una de las consecuencias de esta aglomeración de empresas es que un grupo muy reducido de gente rica vive al lado de una mayoría de gente pobre. Por ello, Luanda llegó a estar considerada como la ciudad más cara del mundo para un trabajador extranjero en 2017, si bien posteriormente ha bajado mucho en esa clasificación.
Debido al gran crecimiento demográfico experimentado por la ciudad, el precio del suelo se ha disparado y los asentamientos informales han extendido la ciudad hasta unirla con poblaciones cercanas como Viana. Solo un 20% de la ciudad cuenta con servicio de saneamiento de agua y solo el 30% de las viviendas tienen agua corriente.
En Luanda se ubican plantas procesadoras de alimentos, de la industria papelera, maderera, textil, del metal, fábricas de cemento y otros materiales de construcción, de plásticos, cigarrillos y zapatos.
También dispone de refinerías de petróleo, aunque estas instalaciones datan de la época de 1960 y no han sido reconvertidas. El petróleo angoleño se exporta en bruto y se importa refinado.
El puerto de Luanda permite las exportaciones de café, algodón, azúcar, diamantes, hierro y sal. Sin embargo, enfrenta inconvenientes como la saturación, la falta personal e infraestructura, la corrupción y los robos de contenedores.

## Transporte

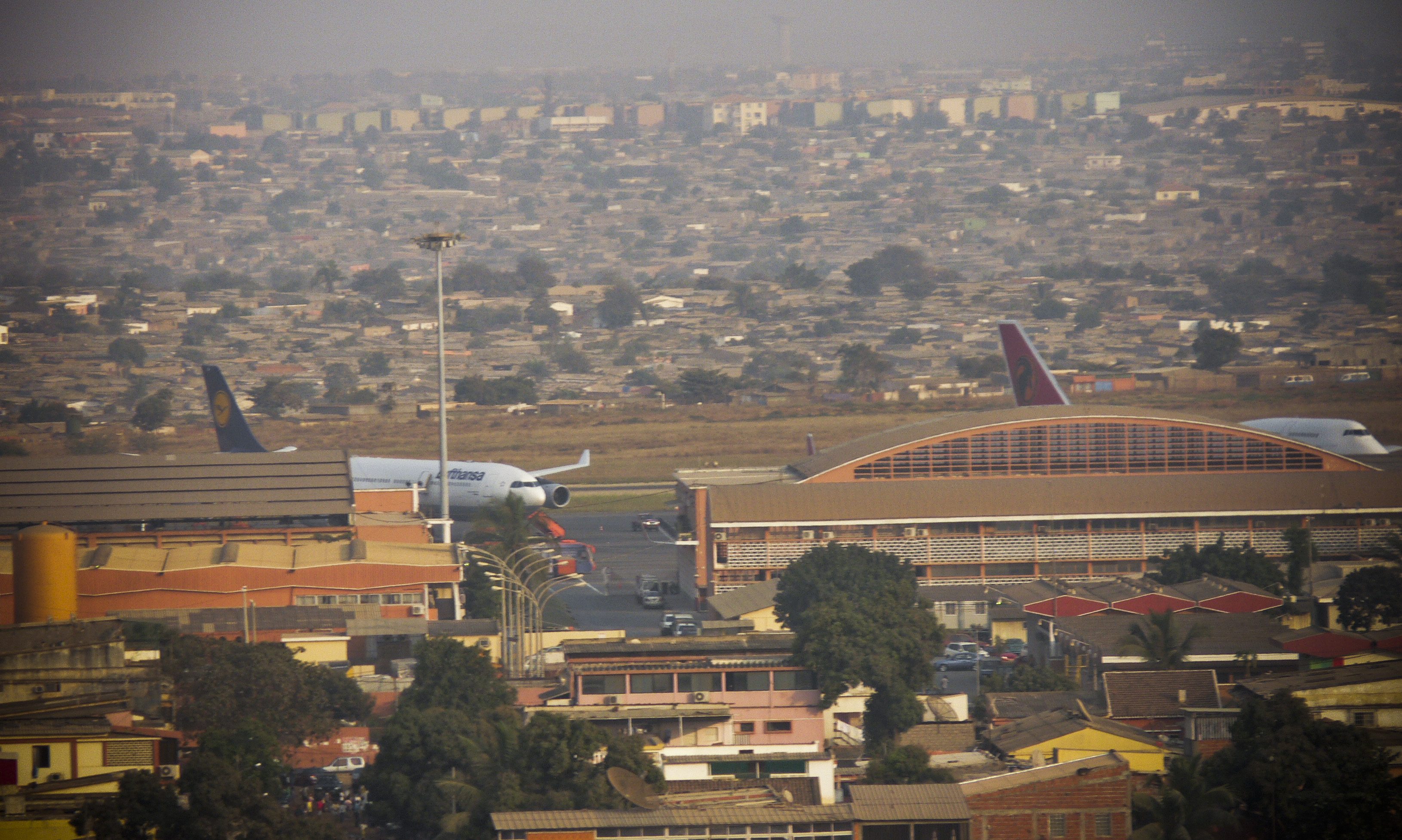
Vista del Aeropuerto Quatro de Fevereiro con la ciudad al fondo.

Aunque las carreteras de la ciudad están en mal estado de conservación se encuentran en un proceso de reconstrucción masivo llevado a cabo por el gobierno con el fin de aliviar la congestión del tráfico. Las grandes reparaciones viales se están llevando a cabo en casi todos los barrios, incluyendo una importante autopista de 6 carriles que conectará con Viana.

### Transporte público
El transporte público es proporcionado por los servicios de cercanías de ferrocarril de Luanda, por la empresa pública TCUL y por una gran flota de taxis colectivos de propiedad privada que suelen ser minibuses pintados del tradicional blanco-azul llamados Candongueiros. También hay una empresa de autobuses privados que efectúa rutas al trabajo en la ciudad.
Luanda es además el punto de partida de la línea de ferrocarril que lleva a Malanje, en el este del país. Durante la guerra civil el ferrocarril quedó seriamente dañado y sin funcionamiento pero posteriormente fue rehabilitado y en la actualidad ya se encuentra operativo.

### Transporte aéreo
En cuanto al transporte aéreo se refiere la ciudad cuenta con los servicios del principal aeropuerto del país, el aeropuerto Quatro de Fevereiro, emplazado muy cerca de la misma. En 2008 se inició un proyecto para la construcción de un nuevo aeropuerto en la zona sureste de la ciudad, situado a pocos kilómetros de Viana que se esperaba que se abriera al público en 2011. Sin embargo, debido a la crisis económica, el gobierno angoleño no pudo seguir haciendo frente a los pagos debidos a la empresa china a cargo de la construcción por lo que esta suspendió las obras en 2010.

### Transporte marítimo
El puerto de Luanda es el más grande de Angola y conecta la ciudad con el resto del mundo, actualmente está en proceso de una expansión que le permite que sus tráficos de mercancías aumenten notablemente.

## Deportes
El deporte de mayor popularidad en Luanda es el hockey sobre patines, de hecho en 2013 la ciudad fue sede, junto a Moçamedes, del primer campeonato mundial de este deporte en África. Las carreras de yates son otra particularidad de Luanda ya que unos de sus clubes náuticos datan de 1883 y es uno de los más antiguos de África, pero desde la fundación del Autódromo de Luanda en 1972, las carreras de automóviles son las que están ganando popularidad en la ciudad. Luanda acoge el Comité olímpico de Angola, y también varias federaciones deportivas angoleñas.

## Ciudades hermanadas
Luanda tiene acuerdos de hermanamiento con las siguientes ciudades:
| - Belo Horizonte, Minas Gerais, Brasil (1968) - São Paulo, Estado de São Paulo, Brasil - Brasília, Distrito Federal, Brasil (1968) - Salvador de Bahía, Bahía, Brasil - Recife, Pernambuco, Brasil - Río de Janeiro, Río de Janeiro, Brasil - Houston, Texas, Estados Unidos (2003) - Oaxaca de Juárez, Oaxaca, México (2008) - Tahoua, Región de Tahoua, Níger | - Lisboa, Distrito de Lisboa, Portugal (1988) - Oporto, Distrito de Oporto, Portugal (1999) - Matosinhos, Distrito de Oporto, Portugal - Valongo, Distrito de Oporto, Portugal - Vale de Cambra, Distrito de Aveiro, Portugal - Maputo, Mozambique - Johannesburgo, Gauteng, Sudáfrica - El Cairo, Gobernación de El Cairo, Egipto |